# Fukuyama
Fukuyama (福山市, Fukuyama-shi Phúc Sơn thị) là thành phố lớn thứ hai của tỉnh Hiroshima (広島県) và là một đô thị trung tâm vùng của vùng Chūgoku, Nhật Bản. Tuy không phải là tỉnh lỵ, nhưng nhiều cơ quan của chính quyền tỉnh vẫn đóng tại thành phố này. Nó cùng với một số thành phố khác trong vùng tạo nên vùng đô thị Bingo (hay còn gọi vùng đô thị Fukuyama).
Fukuyama được xếp vào nhóm các thành phố không phải tỉnh lỵ lớn nhất và phát triển nhất. Fukuyama là trung tâm công nghiệp, thương mại, viễn thông  quan trọng. Nơi đây chuyên sản xuất các sản phẩm máy móc, điện tử, vải, và thức ăn chế biến. Sản lượng công nghiệp của Fukushima đứng hàng thứ hai trong các đô thị ở vùng Chūgoku.
Tính tại ngày 1 tháng 2 năm 2005, thành phố có dân số ước tính khoảng 426.795 người và mật độ dân số là 925 người/km². Tổng diện tích là 461,23 km². Sau thành phố Hiroshima, thì đây là thành phố lớn nhất tỉnh Hiroshima. Biểu tượng của thành phố là một bông hoa hồng và đây là nơi thường tổ chức "lễ hội hoa hồng" vào tháng 5 hàng năm. Thị cảng cổ Tomoura ở phía Nam thành phố là một điểm du lịch nổi tiếng ở Nhật Bản.

## Thư viện ảnh

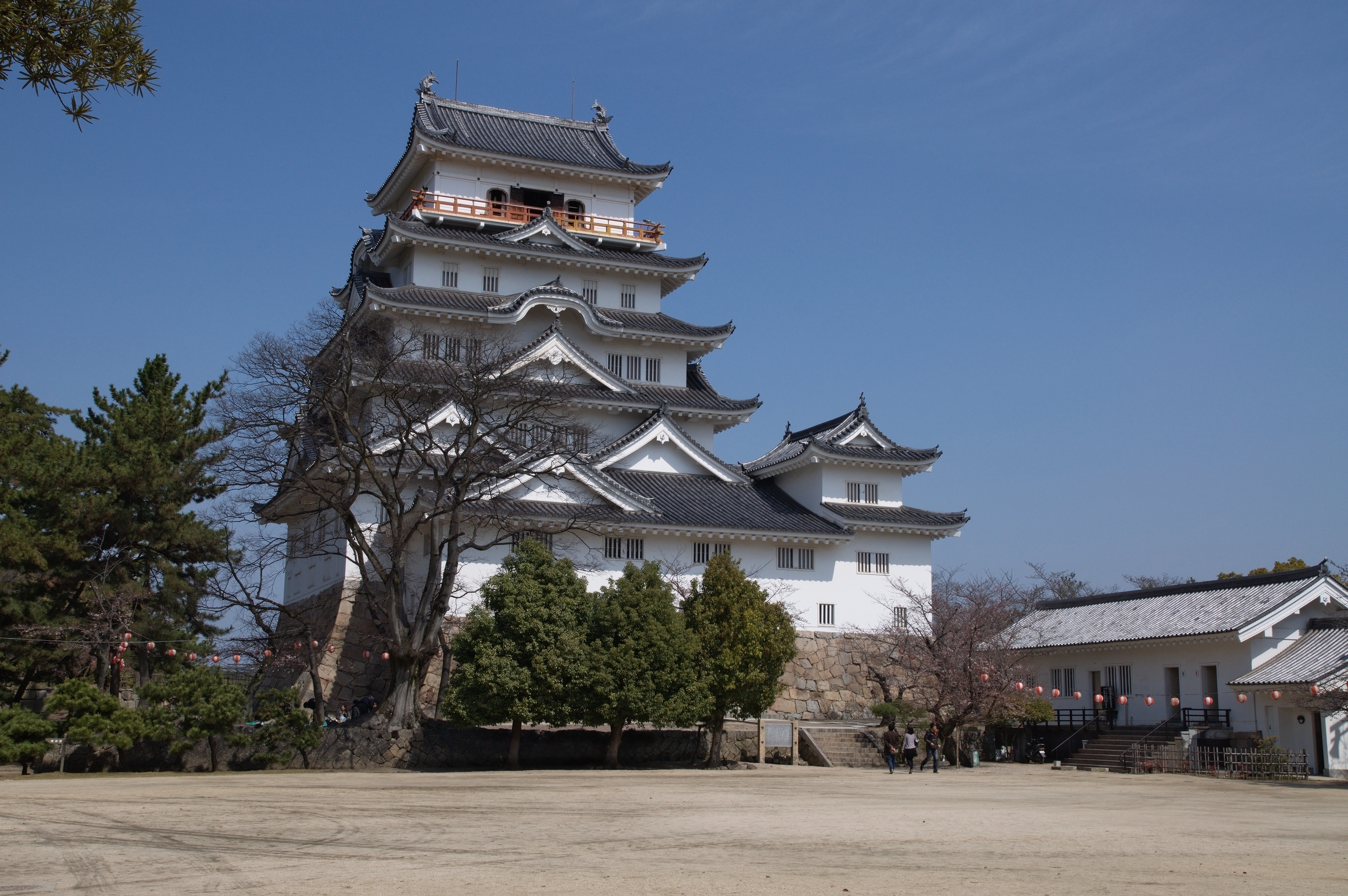
福山城
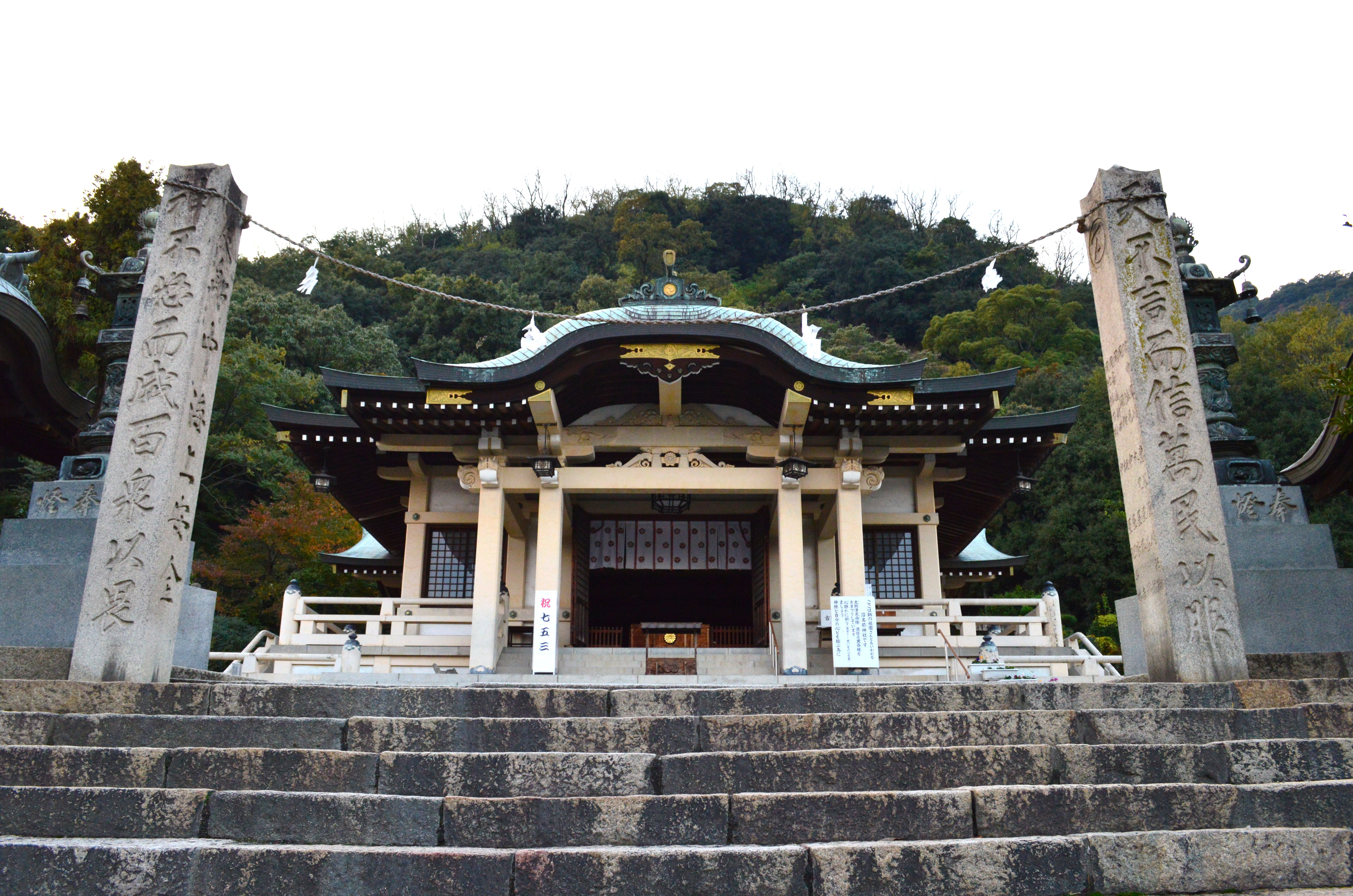
沼名前神社
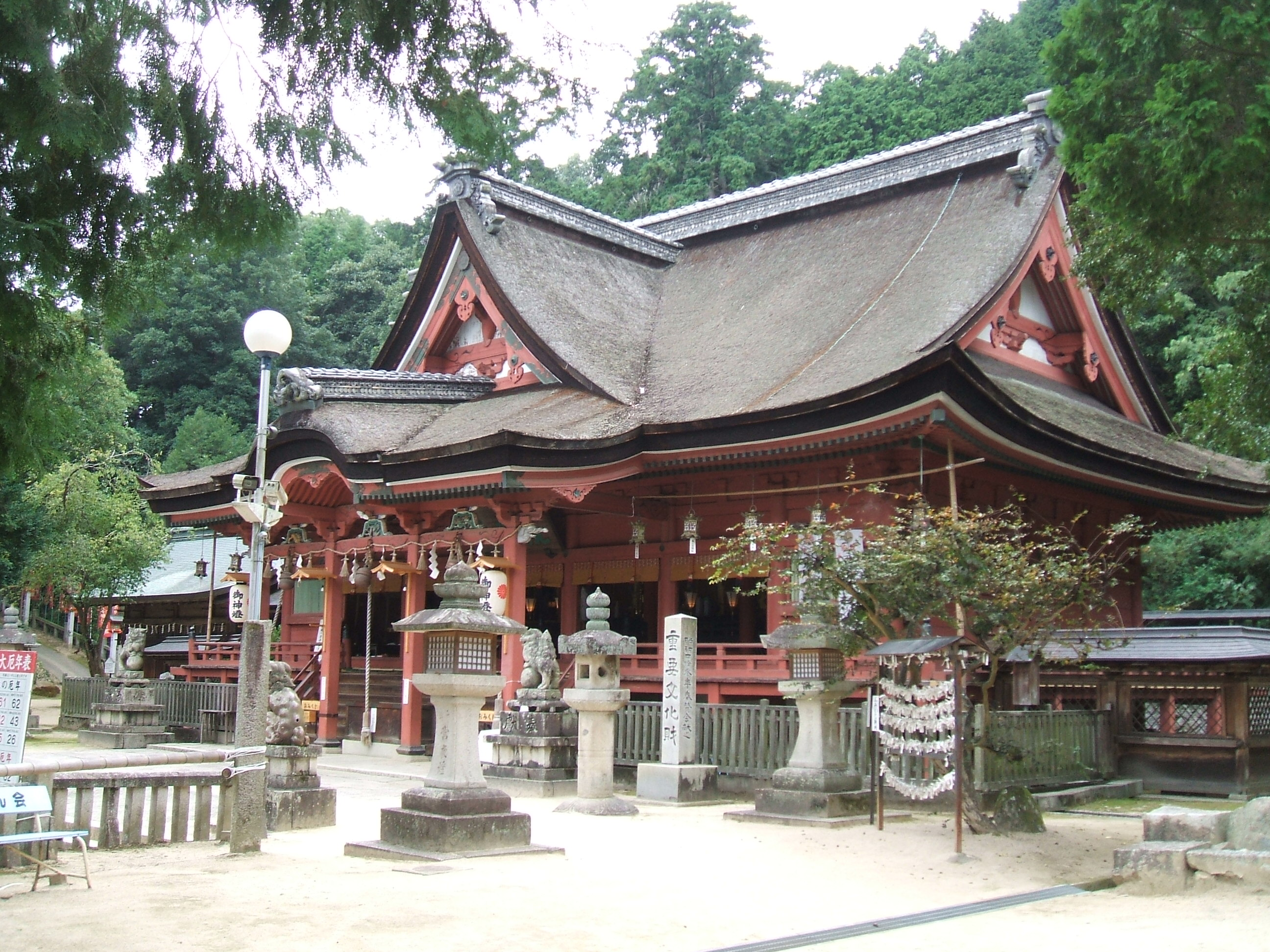
吉備津神社
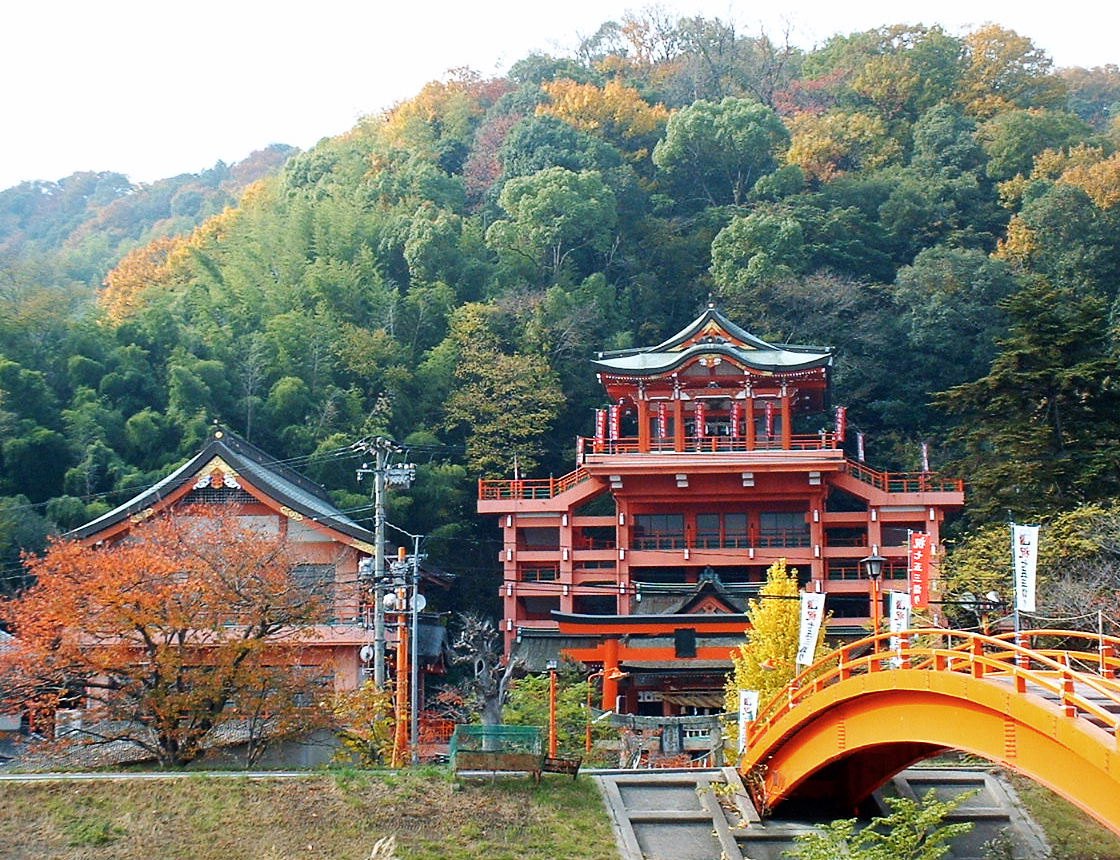
草戸稲荷神社
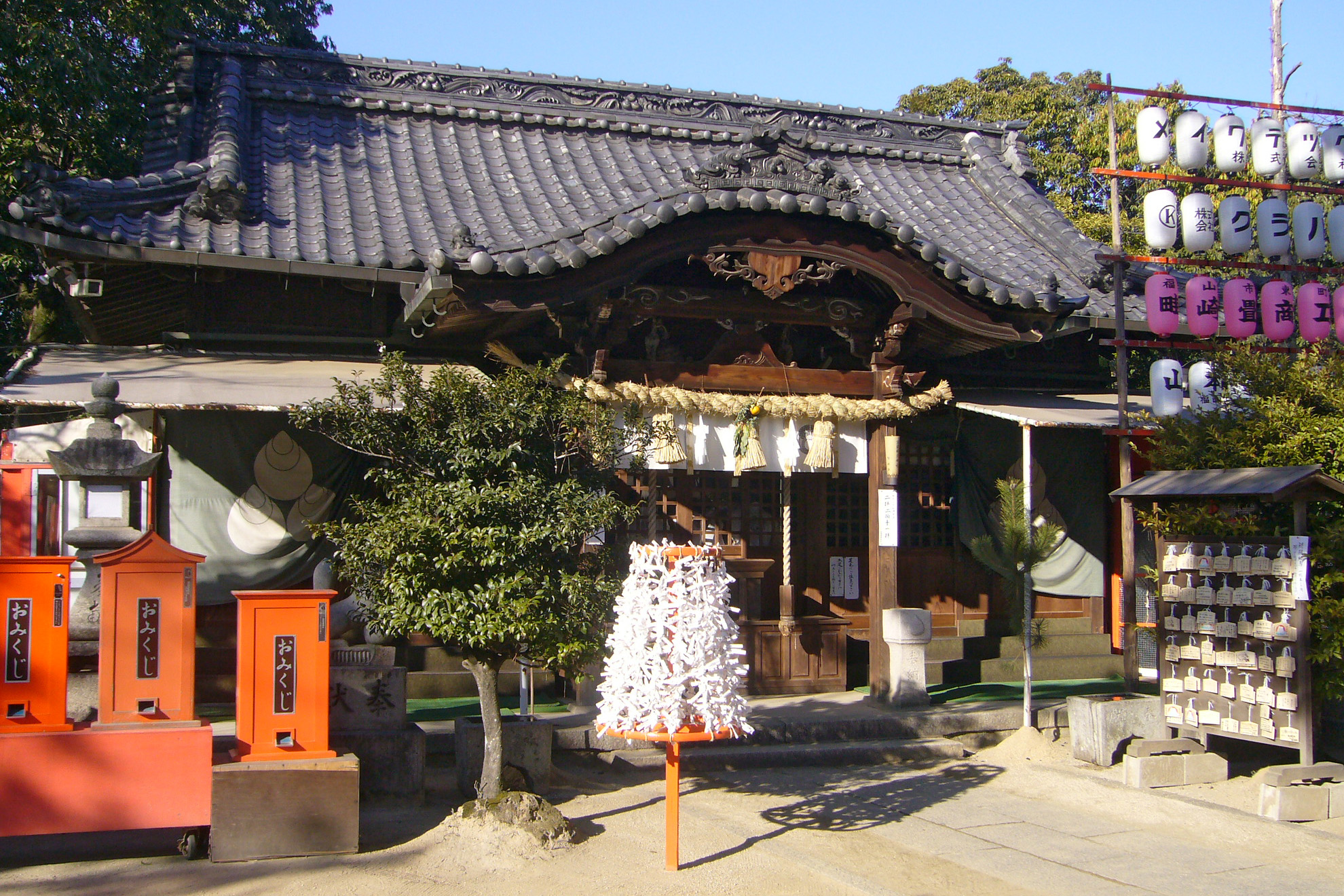
三蔵稲荷神社
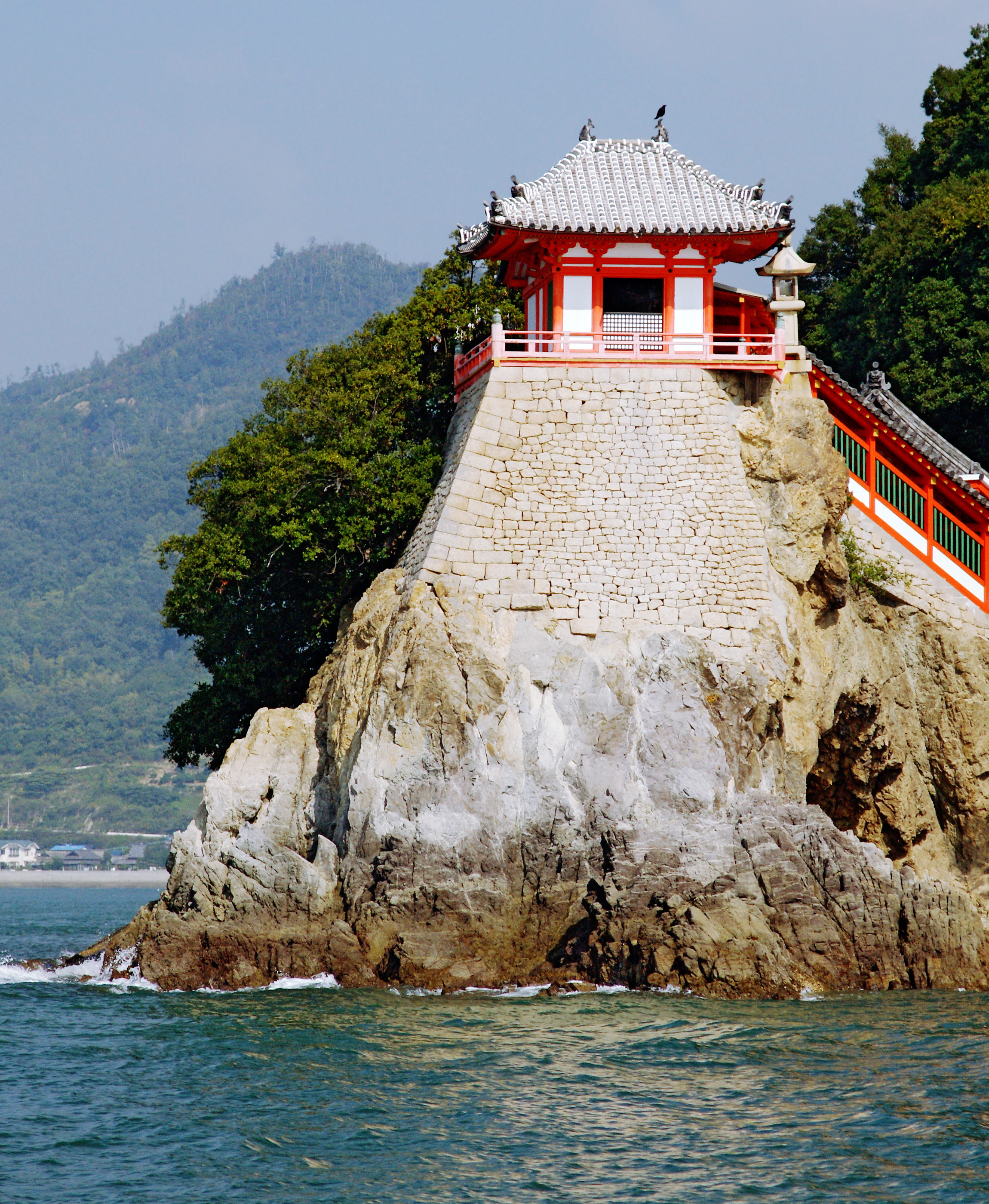
磐台寺
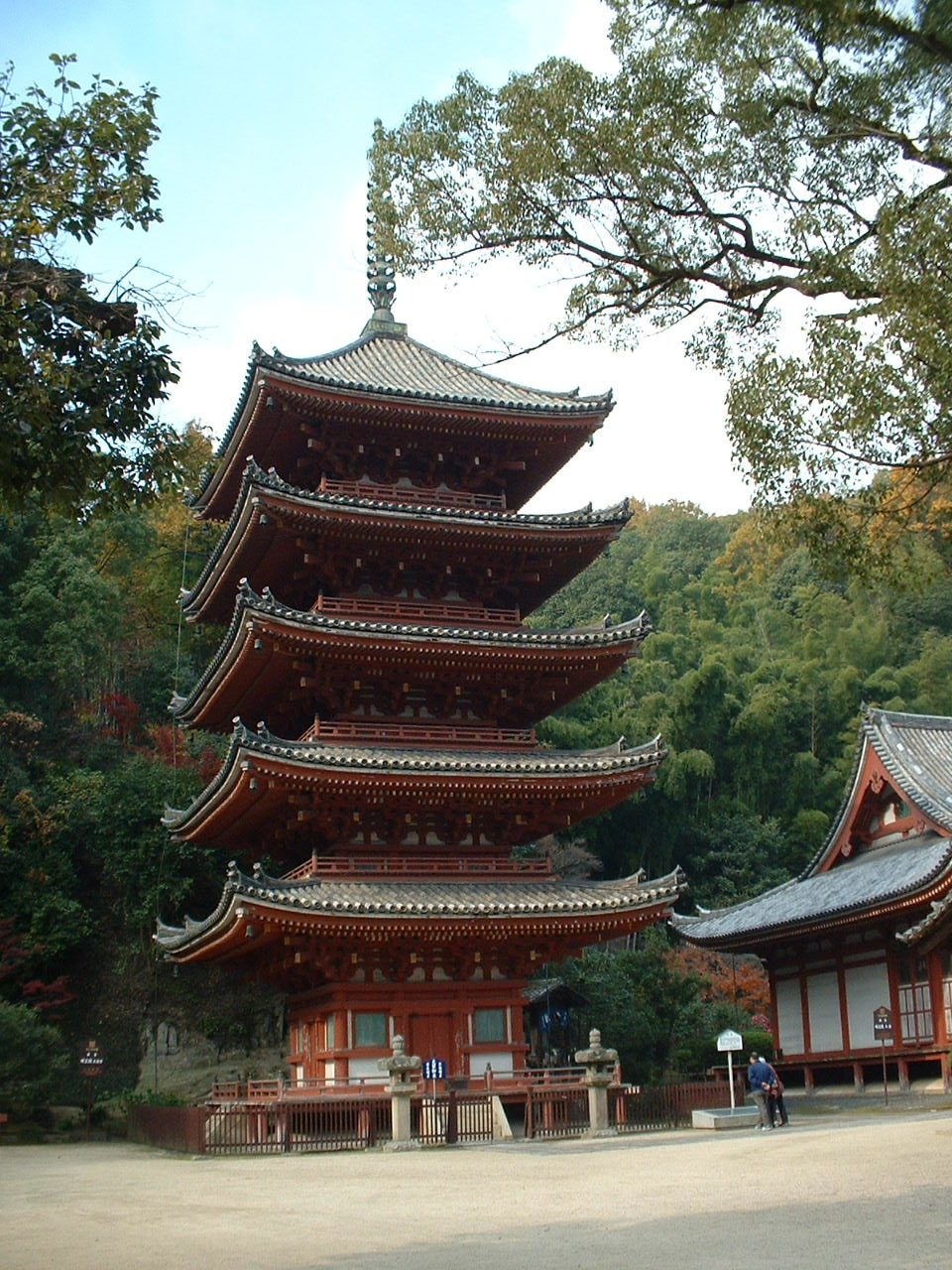
明王院
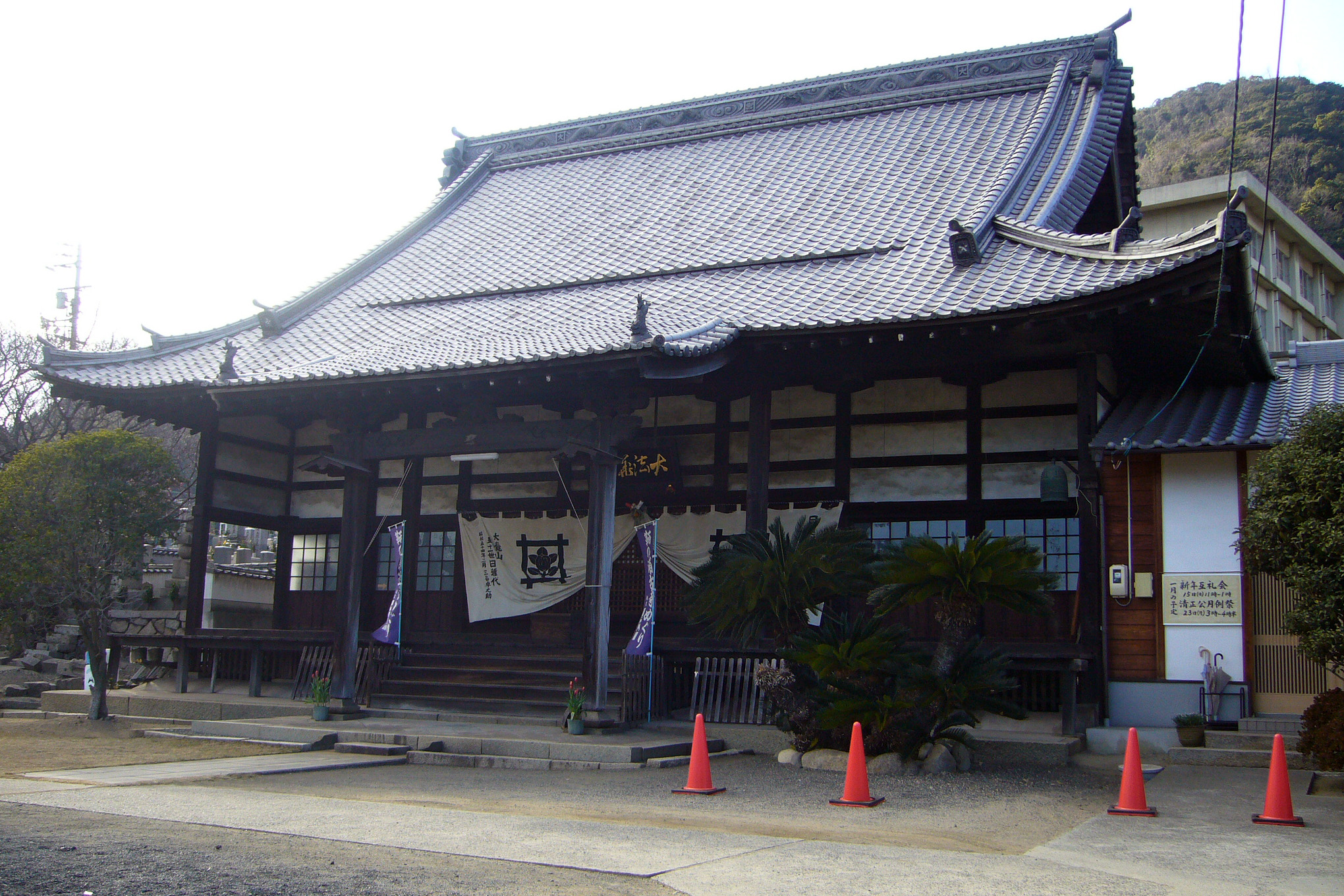
法宣寺
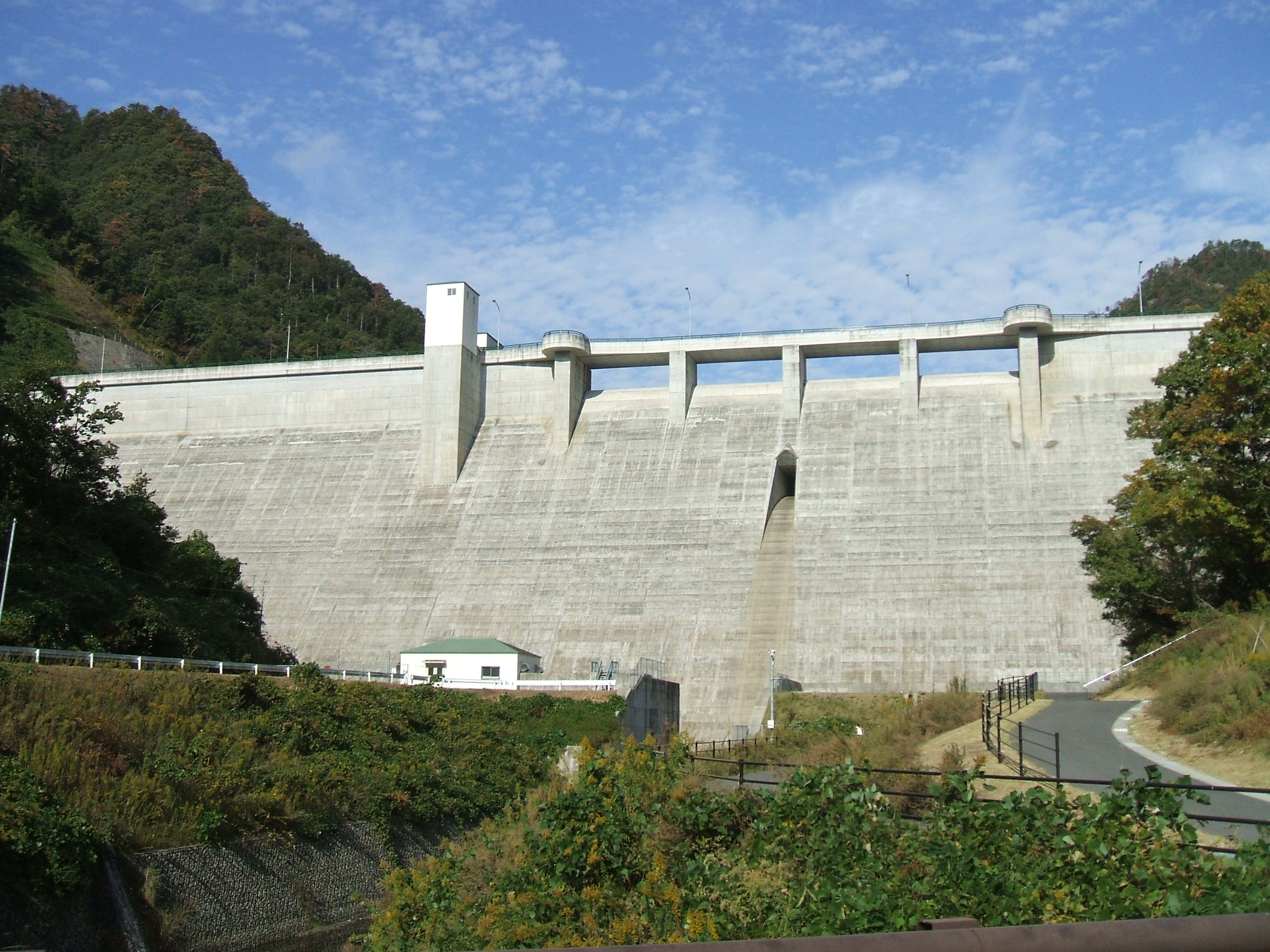
四川ダム
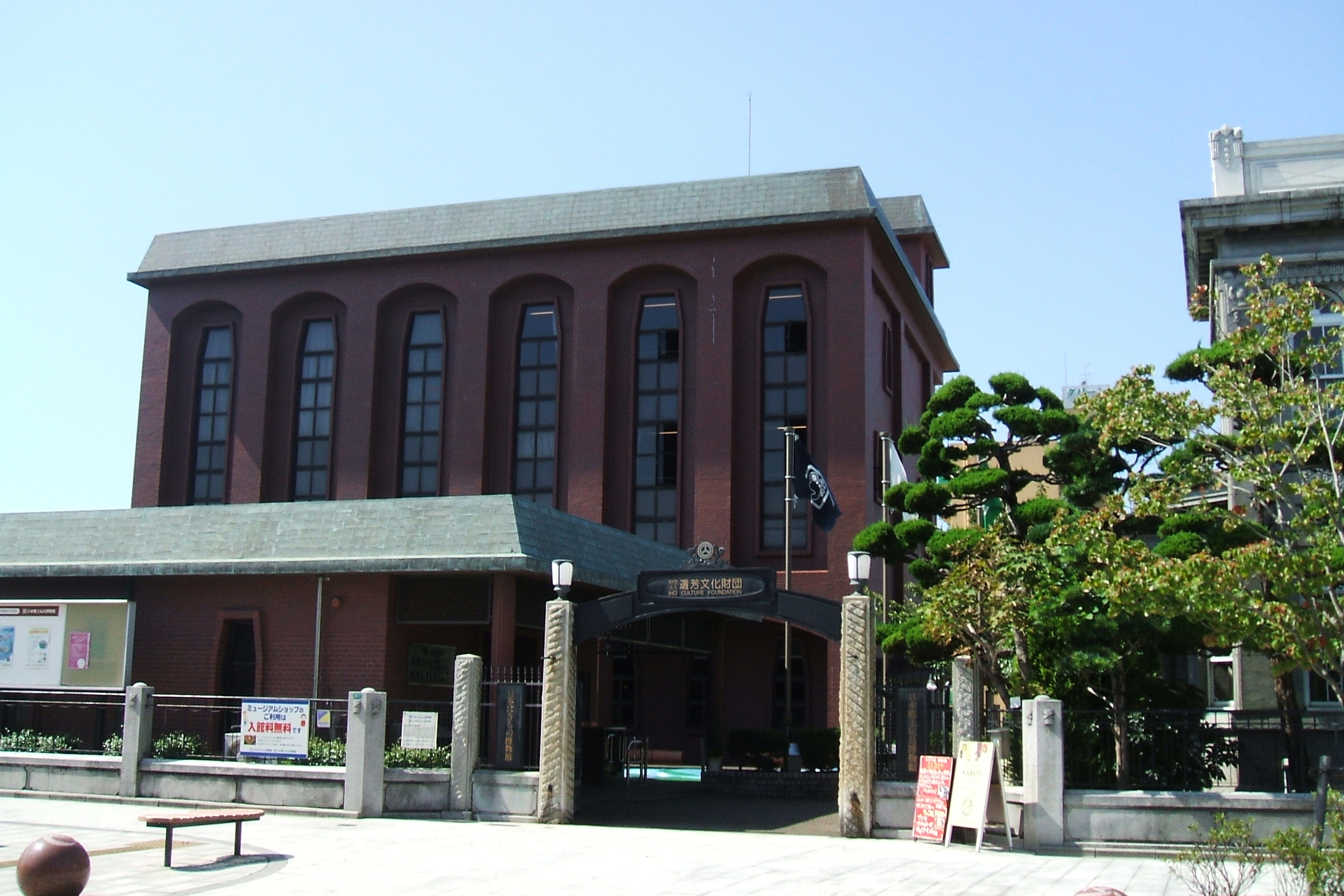
日本はきもの博物館
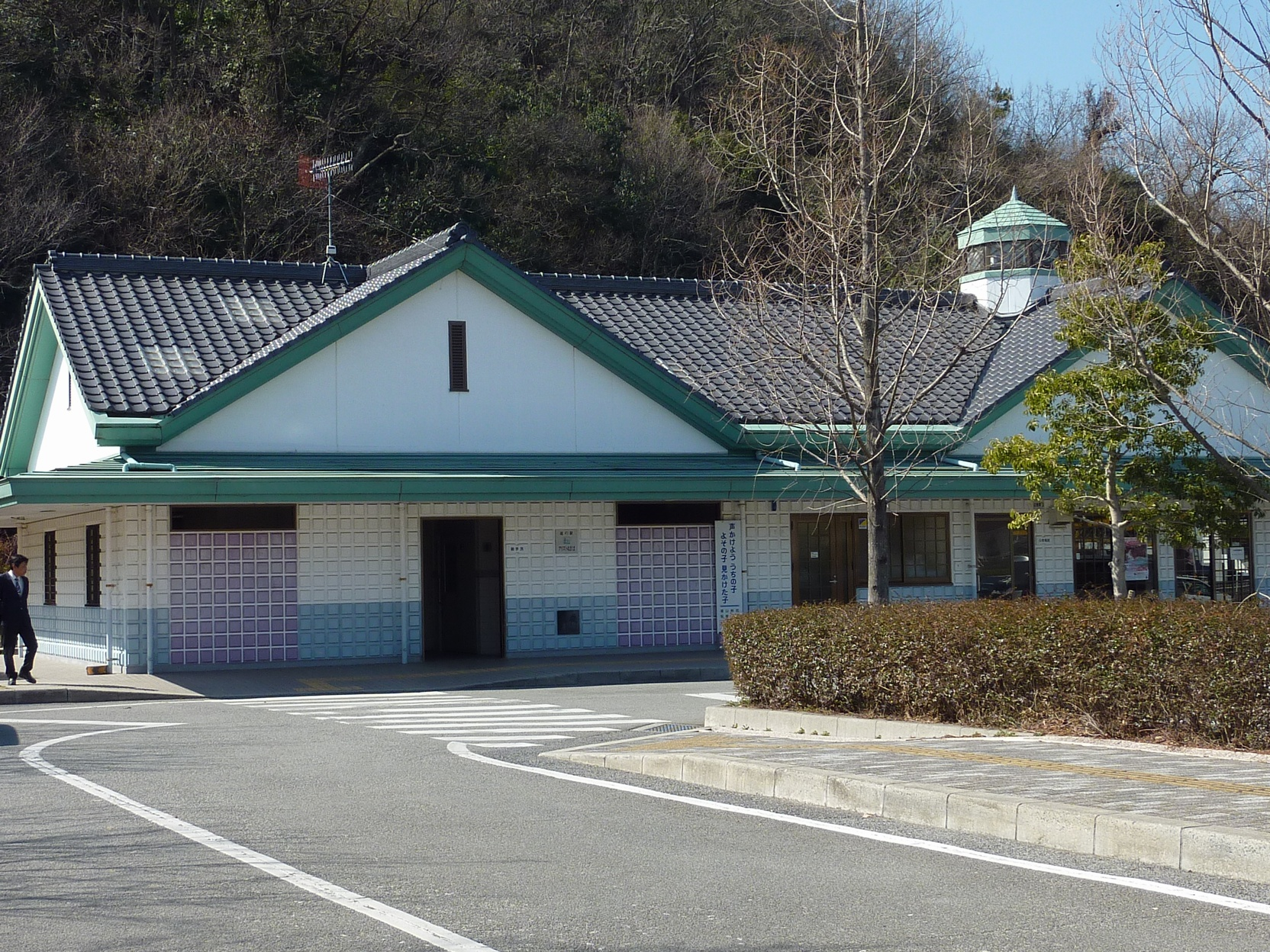
道の駅アリストぬまくま
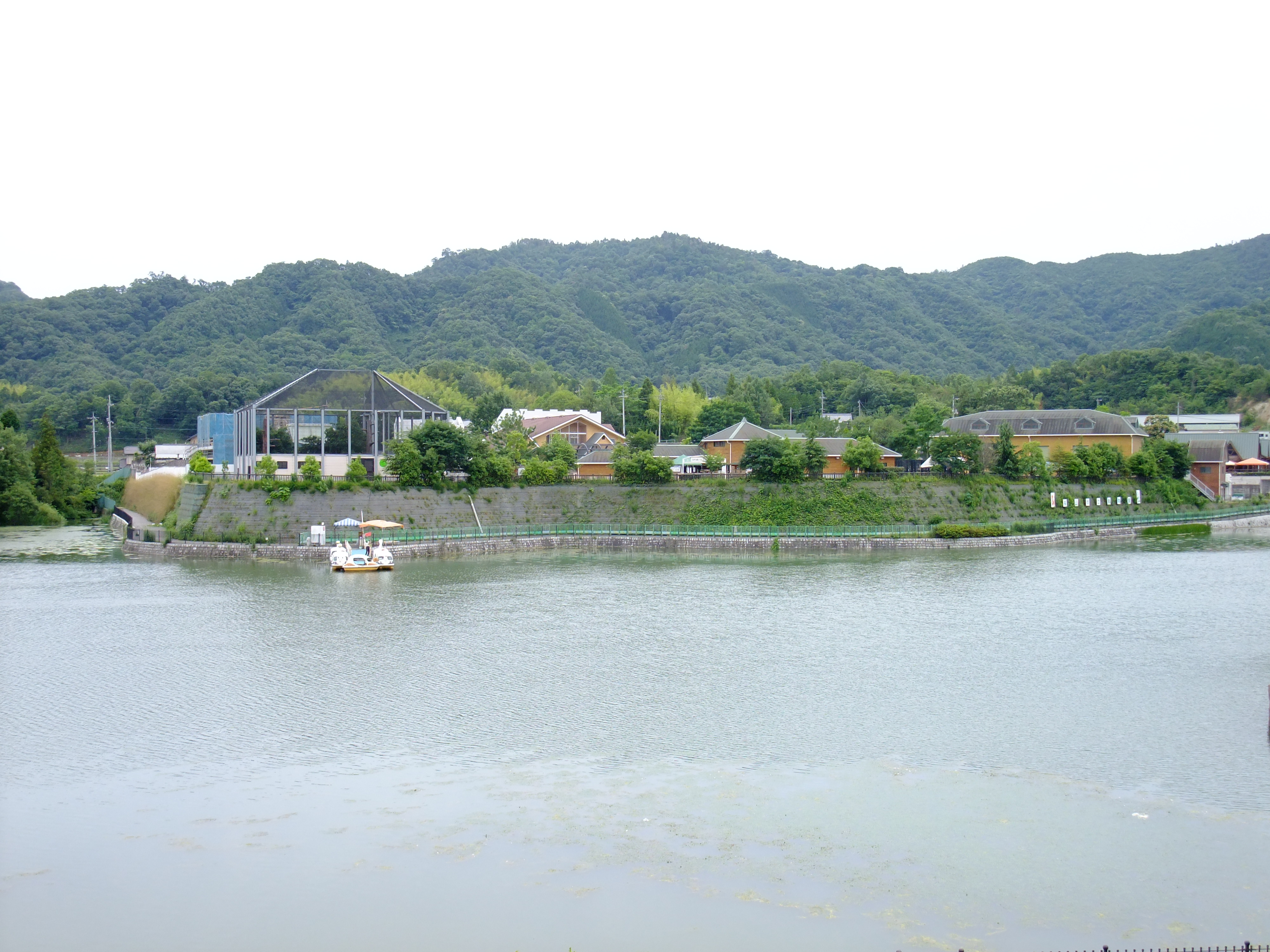
福山市立動物園

## Liên kết
- Fukuyama official website (tiếng Nhật)
- Dữ liệu địa lý liên quan đến Fukuyama tại OpenStreetMap